# British Academy Film Awards 1976
Die 29. Verleihung der British Academy Film Awards zeichnete die besten Filme von 1975 aus. Die Filmpreise wurden von der British Academy of Film and Television Arts (BAFTA) verliehen. 
| Film                                 | N | A |
| ------------------------------------ | - | - |
| Alice lebt hier nicht mehr           | 7 | 4 |
| Der weiße Hai                        | 7 | 1 |
| Hundstage                            | 6 | 2 |
| Barry Lyndon                         | 5 | 2 |
| Nashville                            | 5 | 1 |
| Flammendes Inferno                   | 4 | 2 |
| Der Pate – Teil II                   | 4 | 1 |
| Rollerball                           | 4 | 1 |
| Lenny                                | 3 | 1 |
| Der Tag der Heuschrecke              | 3 | 1 |
| Der Mann, der König sein wollte      | 2 | 0 |
| Stoppt die Todesfahrt der U-Bahn 123 | 2 | 0 |

## Preisträger und Nominierungen

### Bester Film
Alice lebt hier nicht mehr (Alice Doesn't Live Here Anymore) – Regie: Martin Scorsese
Barry Lyndon – Regie: Stanley Kubrick
Hundstage (Dog Day Afternoon) – Regie: Sidney Lumet
Der weiße Hai (Jaws) – Regie: Steven Spielberg

### United Nations Award
Abschied von einer Insel (Conrack) – Regie: Martin Ritt

### Beste Regie
Stanley Kubrick – Barry Lyndon
Sidney Lumet – Hundstage (Dog Day Afternoon)
Martin Scorsese – Alice lebt hier nicht mehr (Alice Doesn't Live Here Anymore)
Steven Spielberg – Der weiße Hai (Jaws)

### Bester Hauptdarsteller
Al Pacino – Der Pate – Teil II (The Godfather Part II) und Hundstage (Dog Day Afternoon)
Richard Dreyfuss – Der weiße Hai (Jaws)
Gene Hackman – French Connection II und Die heiße Spur (Night Moves)
Dustin Hoffman – Lenny

### Beste Hauptdarstellerin
Ellen Burstyn – Alice lebt hier nicht mehr (Alice Doesn't Live Here Anymore) 
Anne Bancroft – Das Nervenbündel (The Prisoner of Second Avenue)
Valerie Perrine – Lenny
Liv Ullmann – Szenen einer Ehe (Scenes from a Marriage)

### Bester Nebendarsteller
Fred Astaire – Flammendes Inferno (The Towering Inferno) 
Martin Balsam – Stoppt die Todesfahrt der U-Bahn 123 (The Taking of Pelham One Two Three)
Burgess Meredith – Der Tag der Heuschrecke (The Day of the Locust)
Jack Warden – Shampoo

### Beste Nebendarstellerin
Diane Ladd – Alice lebt hier nicht mehr (Alice Doesn't Live Here Anymore) 
Ronee Blakley – Nashville
Lelia Goldoni – Alice lebt hier nicht mehr (Alice Doesn't Live Here Anymore)
Gwen Welles – Nashville

### Bester/beste Nachwuchsdarsteller/-in
Valerie Perrine – Lenny
Robert De Niro – Der Pate – Teil II (The Godfather Part II)
Alfred Lutter – Alice lebt hier nicht mehr (Alice Doesn't Live Here Anymore)
Lily Tomlin – Nashville

### Bestes Drehbuch
Robert Getchell – Alice lebt hier nicht mehr (Alice Doesn't Live Here Anymore) 
Peter Benchley, Carl Gottlieb – Der weiße Hai (Jaws)
Frank Pierson – Hundstage (Dog Day Afternoon)
Joan Tewkesbury – Nashville

### Beste Kamera
John Alcott – Barry Lyndon
Fred J. Koenekamp – Flammendes Inferno (The Towering Inferno)
Douglas Slocombe – Der Mann, der König sein wollte (The Man Who Would Be King)
David Shire – Rollerball

### Bester Schnitt
Dede Allen – Hundstage (Dog Day Afternoon) 
Verna Fields – Der weiße Hai (Jaws)
Antony Gibbs – Rollerball
Barry Malkin, Richard Marks, Peter Zinner – Der Pate – Teil II (The Godfather Part II)

### Beste Filmmusik
John Williams – Der weiße Hai (Jaws) und Flammendes Inferno (The Towering Inferno) 
Jerry Goldsmith – Der Wind und der Löwe (The Wind and the Lion)
Nino Rota – Der Pate – Teil II (The Godfather Part II)
David Shire – Stoppt die Todesfahrt der U-Bahn 123 (The Taking of Pelham One Two Three)

### Bester Ton
Chris McLaughlin, William A. Sawyer, James E. Webb, Richard Portman – Nashville
Derek Ball, Archie Ludski, Gordon K. McCallum, Les Wiggins – Rollerball
John R. Carter, Robert L. Hoyt – Der weiße Hai (Jaws)
Richard P. Cirincione, Jack Fritzstephens, Sanford Rackow, Stephen A. Rotter, James Sabat, Dick Vorisek – Hundstage (Dog Day Afternoon)

### Beste Kostüme
Ann Roth – Der Tag der Heuschrecke (The Day of the Locust) 
Yvonne Blake – Die vier Musketiere – Die Rache der Mylady (The Four Musketeers)
Milena Canonero, Ulla-Britt Söderlund – Barry Lyndon
Edith Head – Der Mann, der König sein wollte (The Man Who Would Be King)

### Bestes Szenenbild
John Box – Rollerball
Ken Adam – Barry Lyndon
William J. Creber – Flammendes Inferno (The Towering Inferno)
Richard Macdonald – Der Tag der Heuschrecke (The Day of the Locust)

### Bester Kurzfilm
Sea Area Forties – Regie: John Armstrong
Leaving Lily – Regie: Graham Baker
The Living Woodland – Regie: Ronald Eastman
Waiting On Weather – Regie: Ron Granville

### Bester animierter Film
Great – Regie: Bob Godfrey
The Owl Who Married a Goose – Regie: Caroline Leaf

### Bester Dokumentarfilm
In Search of the Early Americans – Regie: Alan Pendry
Seven Green Bottles – Regie: Eric Marquis

### Bester spezialisierter Film
The Curiosity That Kills the Cat – Regie: Cedric Maggs
How An Aeroplane Flies Part I – Regie: Derek Armstrong
The Oil In Your Engine – Regie: Phillip Owtram

## Ehrenpreise

### Academy Fellowship
Charlie Chaplin
Laurence Olivier